# اشتیانا، شهرستان کروسنو
اشتیانا، شهرستان کروسنو (به لاتین: Trzciana, Krosno County) یک منطقهٔ مسکونی در لهستان است که در Gmina Dukla واقع شده‌است.